# Compañía del Ferrocarril Santander-Mediterráneo
La Compañía del Ferrocarril Santander-Mediterráneo fue una empresa ferroviaria española que existió durante el siglo XX. Estuvo a cargo de la construcción y explotación del ferrocarril Santander-Mediterráneo hasta su incautación estatal en 1941, que pasó a manos de la estatal RENFE. La sociedad sería disuelta con posterioridad a la nacionalización. Además de la línea férrea, la compañía también llegó a poseer un considerable parque motor.

## Historia
La compañía fue fundada en Madrid el 27 de septiembre de 1924, con un capital social que inicialmente fue de más de ochenta y siete millones de pesetas. Tenía su sede oficial en Madrid, en el número 79 de la calle de Alcalá, si bien la dirección operativa se realizaba desde Burgos. La compañía del Santander-Mediterráneo se articuló como una filial española de la Anglo Spanish Construction Company, de capital británico, que había sido fundada en Reino Unido en octubre de 1924. A través de esta obtuvo una parte importante de la financiación para el proyecto ferroviario.
La compañía nació con el objetivo de construir una línea férrea que uniera Santander con el Mediterráneo a través de Castilla la Vieja; en Calatayud se uniría con la línea que ya poseía la Compañía del Ferrocarril Central de Aragón, que llegaba hasta Sagunto y Valencia. Los principales promotores de este proyecto ferroviario fueron Ramón de Aguinaga y su hijo José de Aguinaga, que posteriormente presidirían la compañía. En septiembre de 1924 el Estado ya había otorgado una concesión para la construcción del ferrocarril a la mancomunidad formada por las diputaciones provinciales de Santander, Burgos, Soria y Zaragoza, si bien estas la transfirieron poco después a la recién creada compañía. Los trabajos de construcción transcurrieron entre 1925 y 1930, avanzando las obras a buen ritmo. Aunque en su época hubo muchas discusiones sobre el trazado impuesto por el gobierno, para finales de 1930 la línea ya se encontraba en servicio tanto para el transporte de viajeros como de mercancías.
Tras el estallido de la Guerra Civil, en julio de 1936, la totalidad de las instalacioens y material móvil de la compañía se mantuvieron dentro del territorio de la zona «nacional». La dirección se estableció en Burgos, ciudad en la que se instalarían varios miembros del consejo de administración —entre ellos el entonces presidente, José de Aguinaga—. Durante el transcurso de la contienda el trazado ya construido llegó a ser muy utilizado por las fuerzas franquistas para el transporte de tropas y material bélico, lo que supuso que la explotación ferroviaria viviera un superávit en el período 1936-1939.
En 1941, con la nacionalización del ferrocarril de ancho ibérico y la creación de RENFE, la compañía fue incautada y su red integrada en RENFE. La disolución definitiva de la empresa ferroviaria no se produjo hasta muchos años después, en 1951, cuando se liquidó por parte del Estado una deuda pendiente que tenían con la matriz británica, la Anglo Spanish Construction Company.

## Red y material

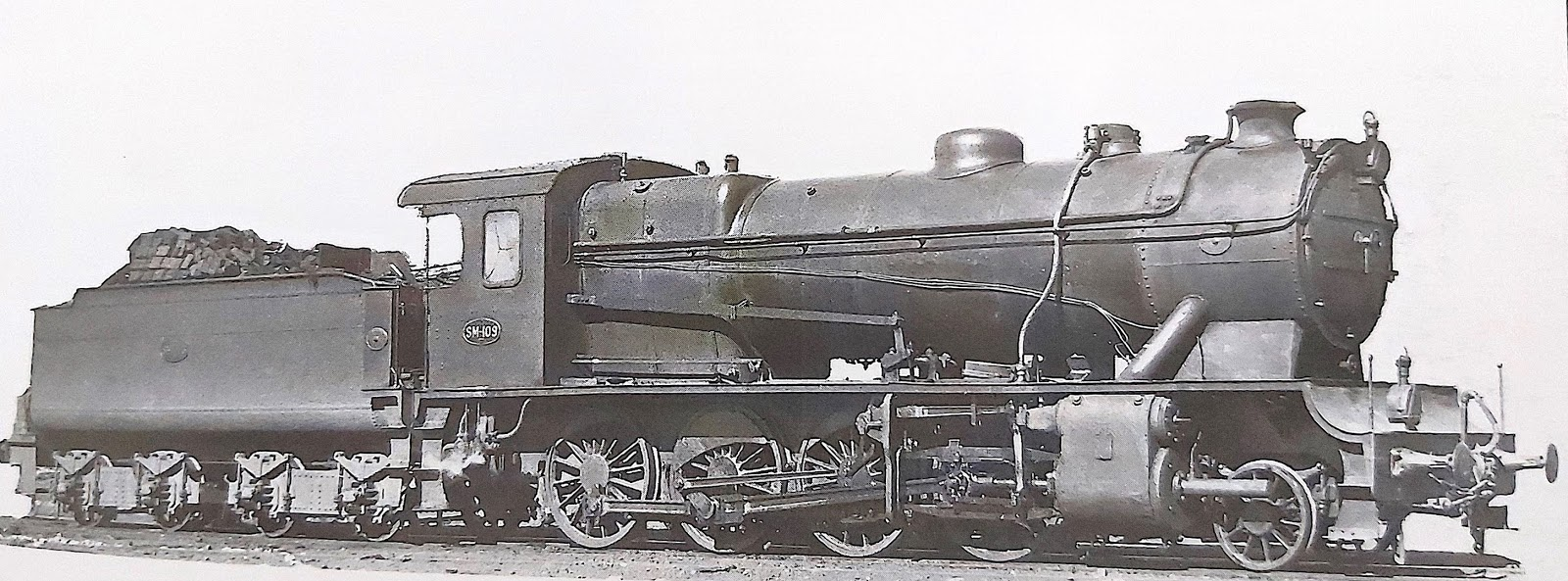
Vista de la locomotora SM-109, numerada luego RENFE 140-2513.

El trazado ferroviario que llegó a entrar en servicio contaba con una longitud 367 kilómetros, y más de una treintena de estaciones. Algunas de ellas, como Burgos-San Zoles o Calatayud-Ribota, no disponían de servicios de pasajeros y solo ejercían funciones logísticas para el tráfico de mercancías. La principal estación de la red era la de Soria-Cañuelo, por ser la que contaba con más instalaciones y servicios. Otras estaciones importantes eran Salas de los Infantes y Villarcayo. En Villarcayo la compañía instaló unos talleres generales de locomotoras que estaba pensados que cubrieran a toda la línea, disponiendo también de rotonda y otras instalaciones. Así mismo, la compañía del Santander-Mediterráneo llegó a disponer de un importante parque motor.

### Parque motor
| Tipo     | N.° SM    | N.° RENFE       | Fabricante       | N° de fábrica | Año  | Notas    |
| 0-3-0-ST | 9         | ―               | Andrew Barclay   | 1872          | 1925 | [ n. 3 ] |
| 0-3-0-ST | 10        | ―               | Andrew Barclay   | 1873          | 1925 | [ n. 4 ] |
| 0-3-0-ST | 11        | ―               | Andrew Barclay   | 1874          | 1925 | [ n. 5 ] |
| 0-3-0-T  | 12 a 13   | 030-0235 a 0236 | Babcock & Wilcox | 147 a 148     | 1925 |          |
| 0-3-0-T  | 14 a 15   | 030-0237 a 0238 | Babcock & Wilcox | 149 y 164     | 1926 |          |
| 0-3-0-T  | 27        | ―               | Manning Wardle   | 1825          | 1913 |          |
| 0-3-0-T  | 28        | 030-0214        | Manning Wardle   | 1848          | 1914 |          |
| 1-4-0    | 101 a 106 | 140-2505 a 2510 | Babcock & Wilcox | 175 a 180     | 1927 |          |
| 1-4-0    | 107 a 110 | 140-2511 a 2514 | Babcock & Wilcox | 207 a 210     | 1928 |          |
| 1-4-0    | 111 a 122 | 140-2515 a 2526 | Babcock & Wilcox | 300 a 311     | 1929 |          |